# Liste der Baudenkmäler im Kreis Minden-Lübbecke

Kreis Minden-Lübbecke

Die Liste der Baudenkmäler im Kreis Minden-Lübbecke umfasst:
- Liste der Baudenkmäler in Bad Oeynhausen
- Liste der Baudenkmäler in Espelkamp
- Liste der Baudenkmäler in Hille
- Liste der Baudenkmäler in Hüllhorst
- Liste der Baudenkmäler in Lübbecke
- Liste der Baudenkmäler in Minden, geteilt in:
  - Liste der Baudenkmäler in Minden (links der Weser)
  - Liste der Baudenkmäler in Minden (rechts der Weser)
- Liste der Baudenkmäler in Petershagen
- Liste der Baudenkmäler in Porta Westfalica
- Liste der Baudenkmäler in Preußisch Oldendorf
- Liste der Baudenkmäler in Rahden
- Liste der Baudenkmäler in Stemwede

## Beispiele

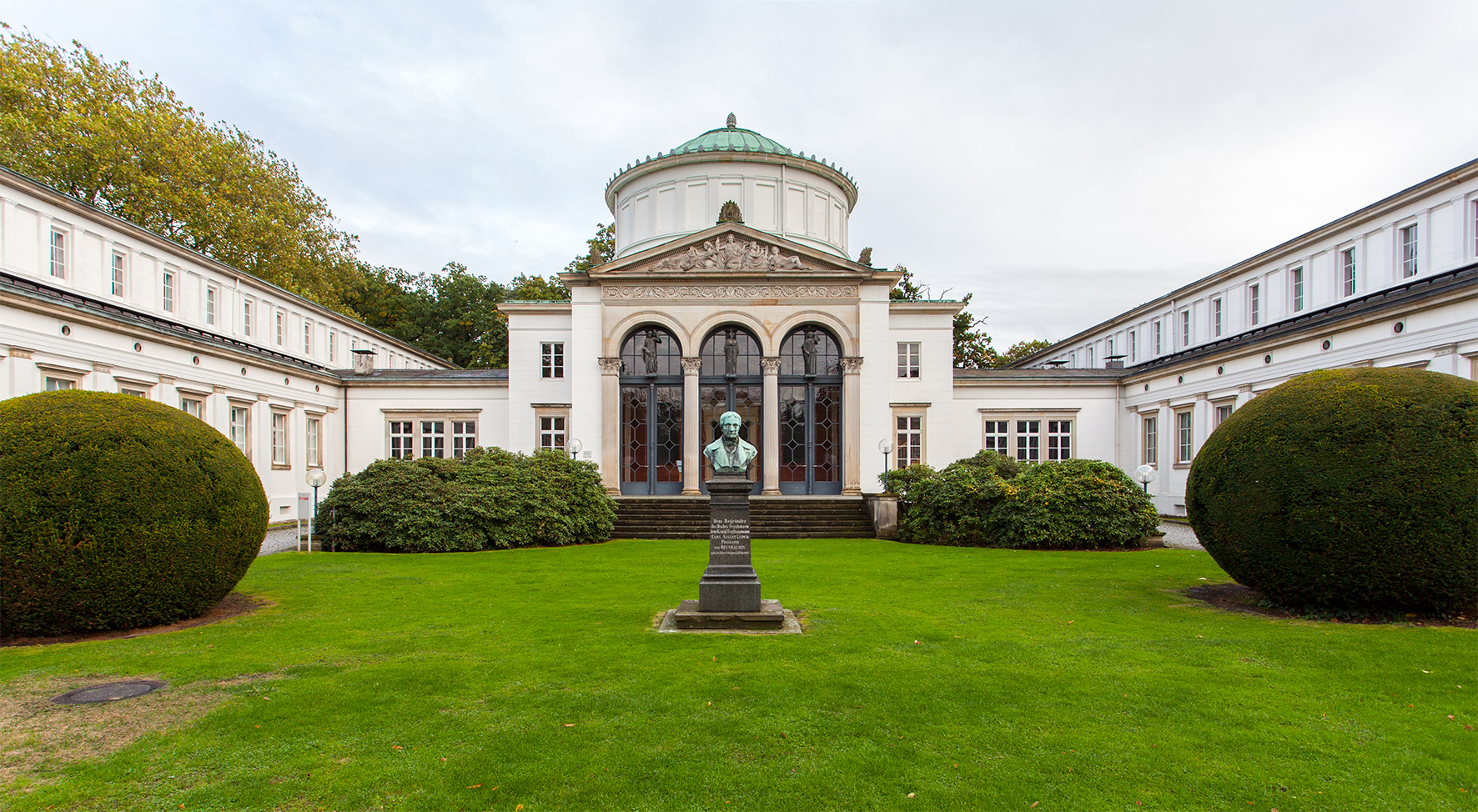
Badehaus (Bad Oeynhausen)
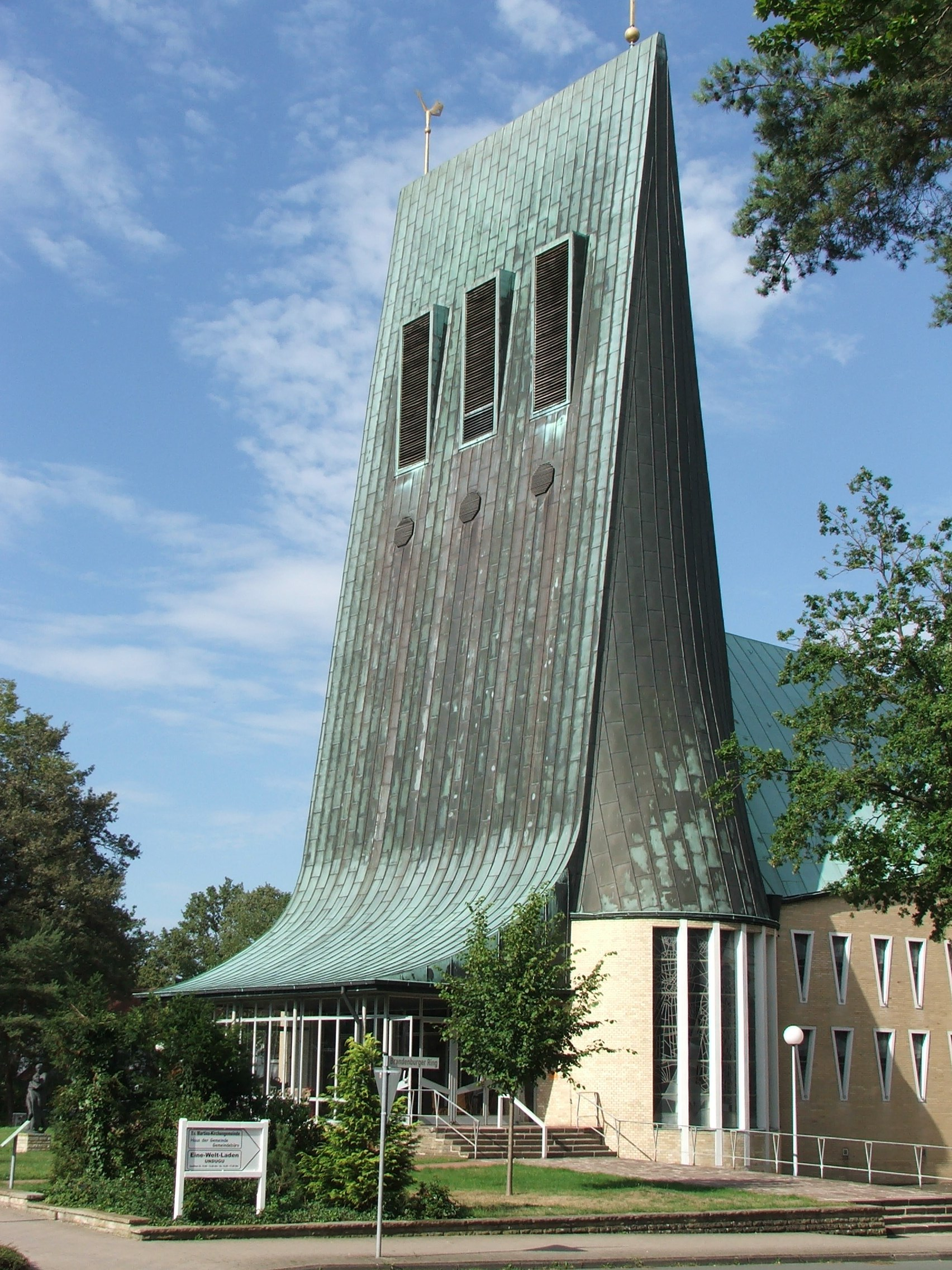
Thomaskirche (Espelkamp)
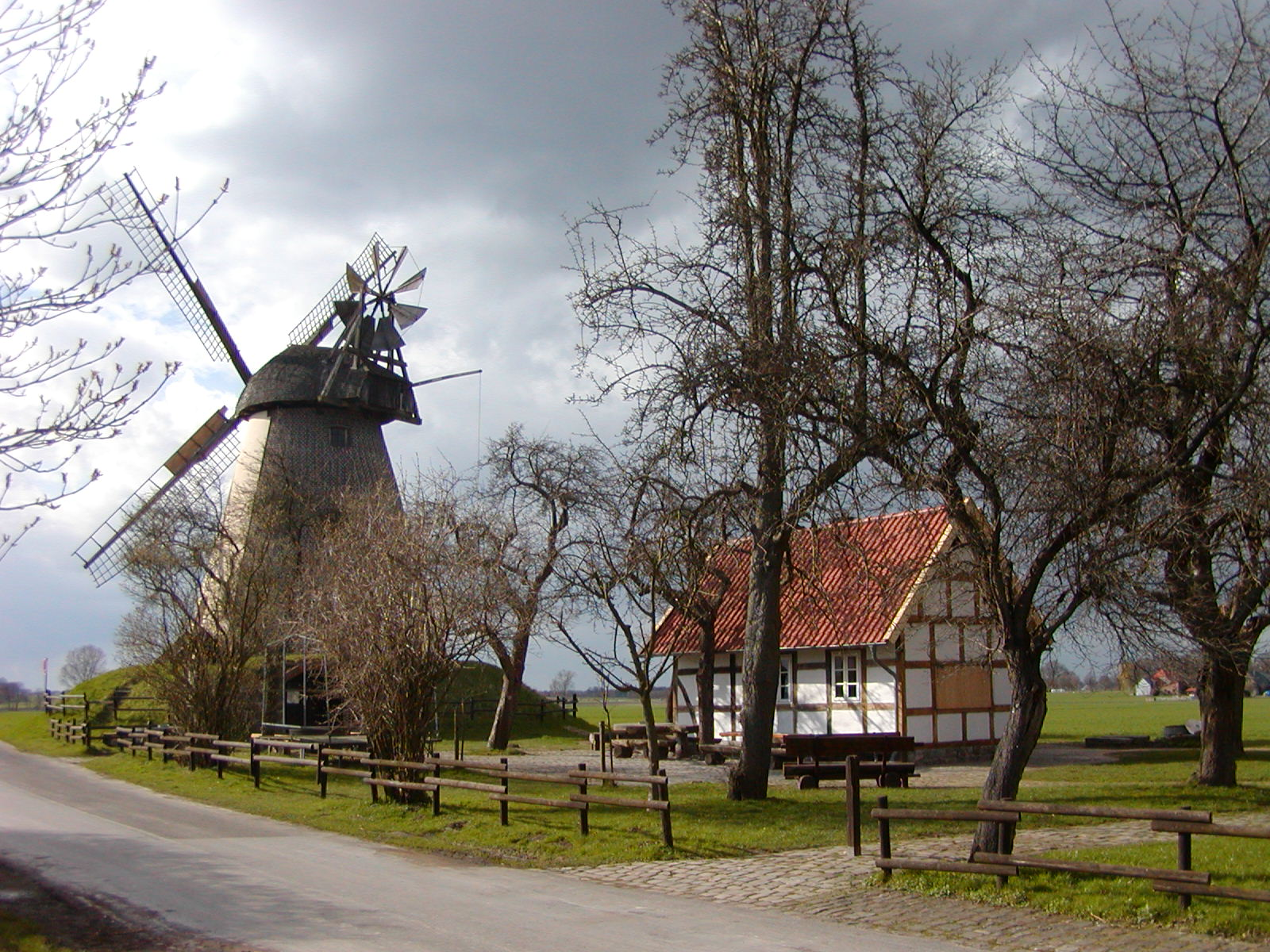
Windmühle und Backhäuser in Südhemmern (Hille)
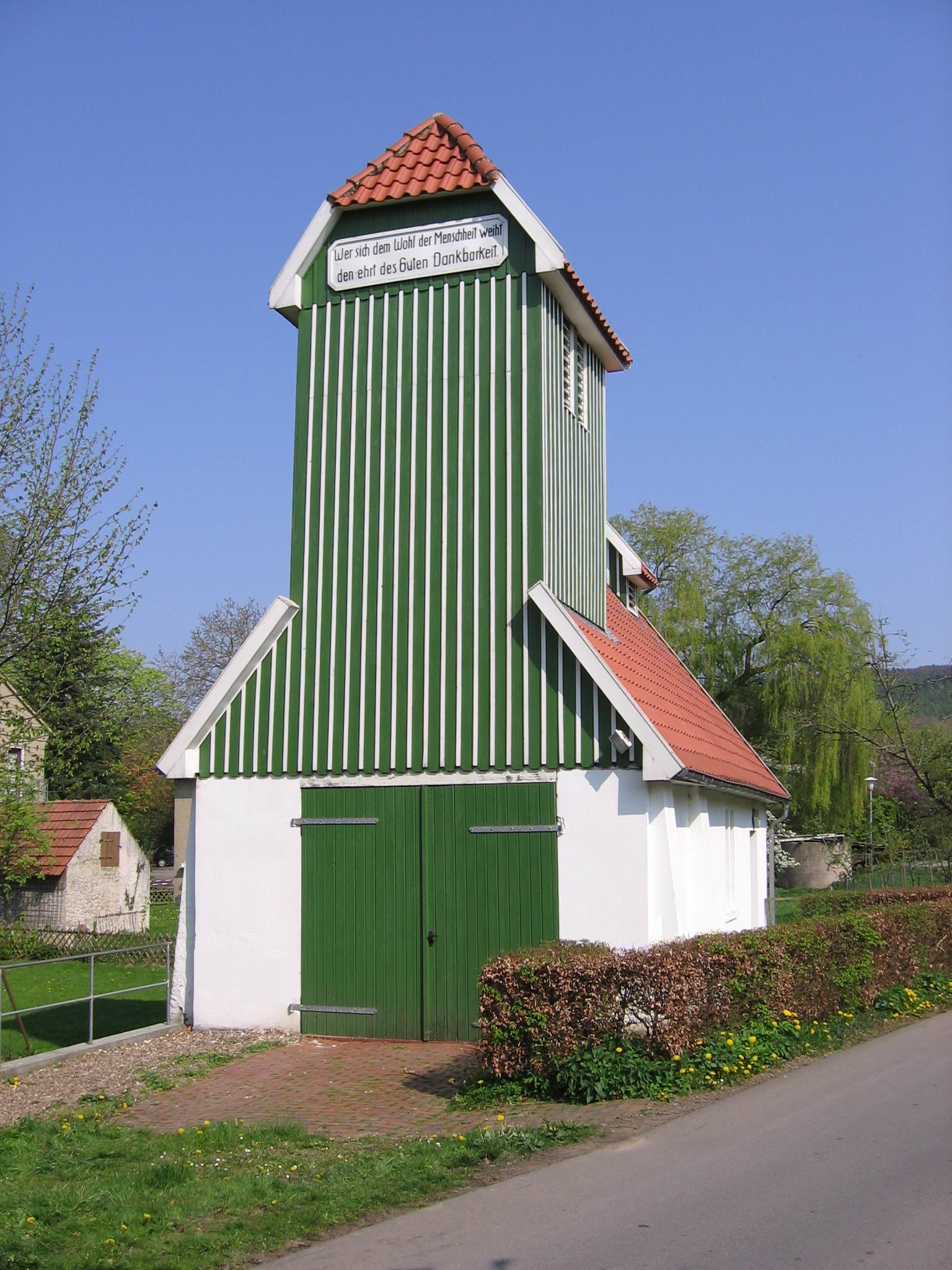
Altes Feuerwehrhaus (1925) in Schnathorst (Hüllhorst)
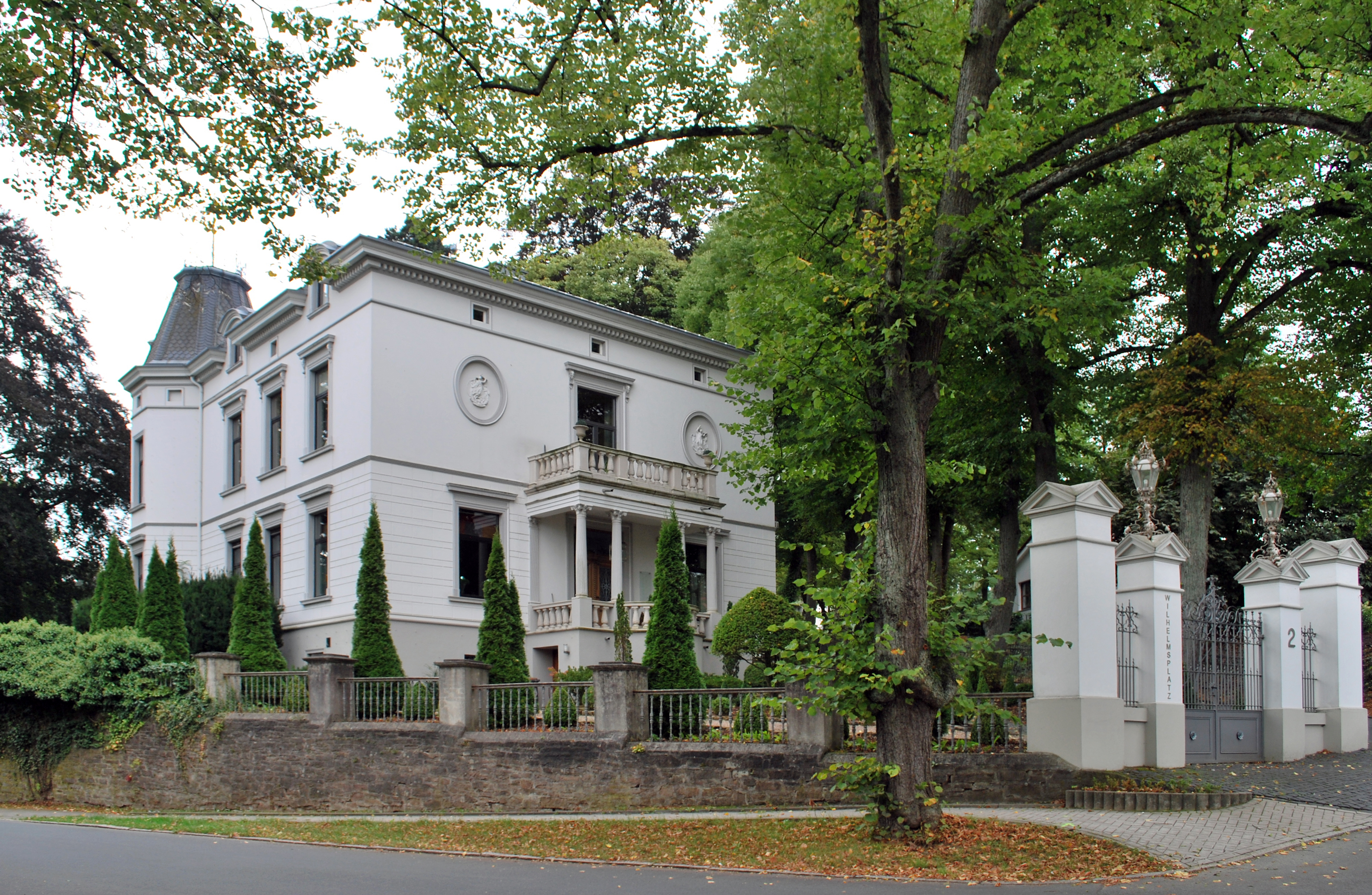
Villa Wilhelmsplatz 2 (Lübbecke)
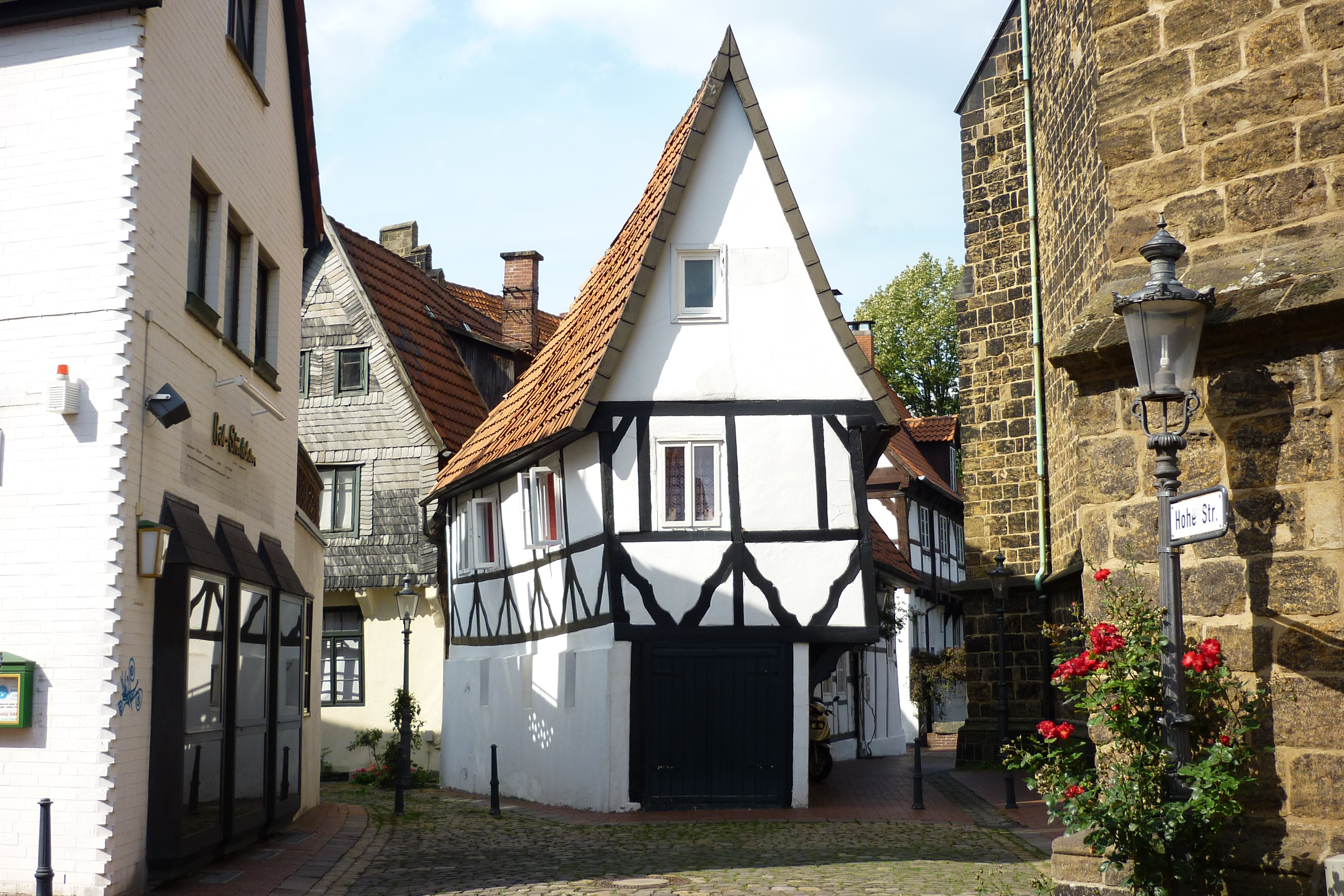
Wohnhaus "Windloch" (Minden - links der Weser)
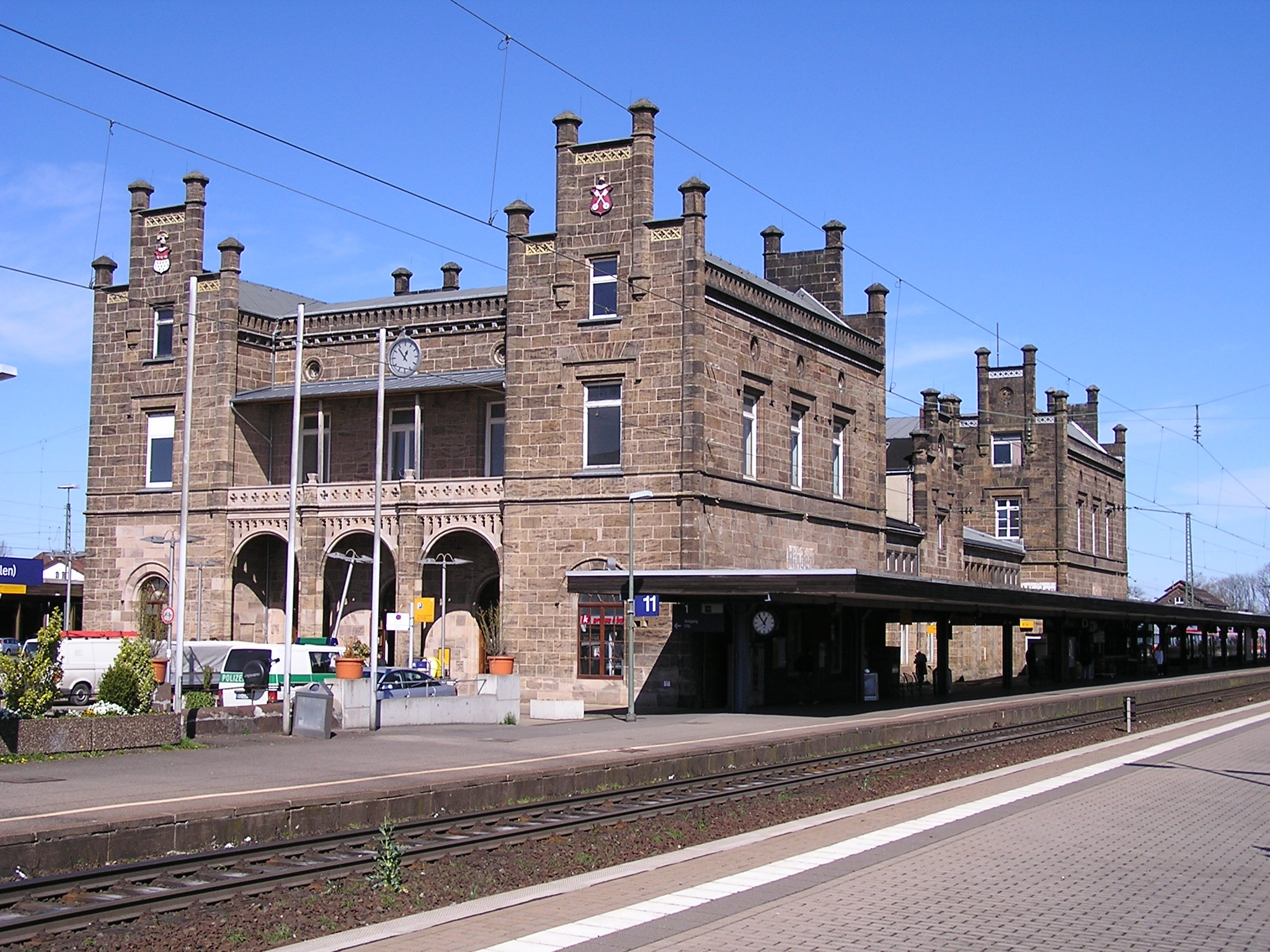
Hauptbahnhof (Minden - rechts der Weser)
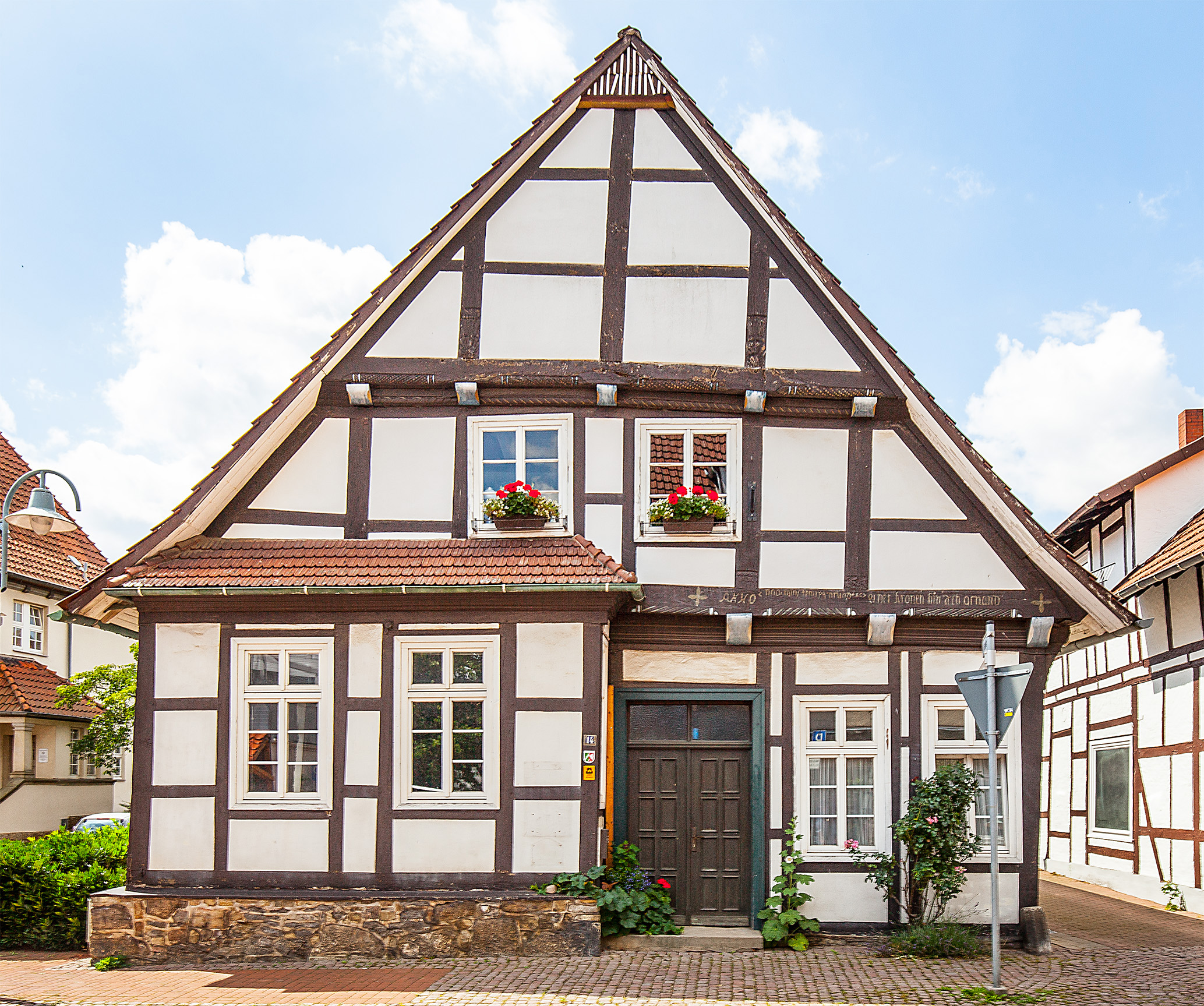
ehem. Zollstelle (Petershagen)
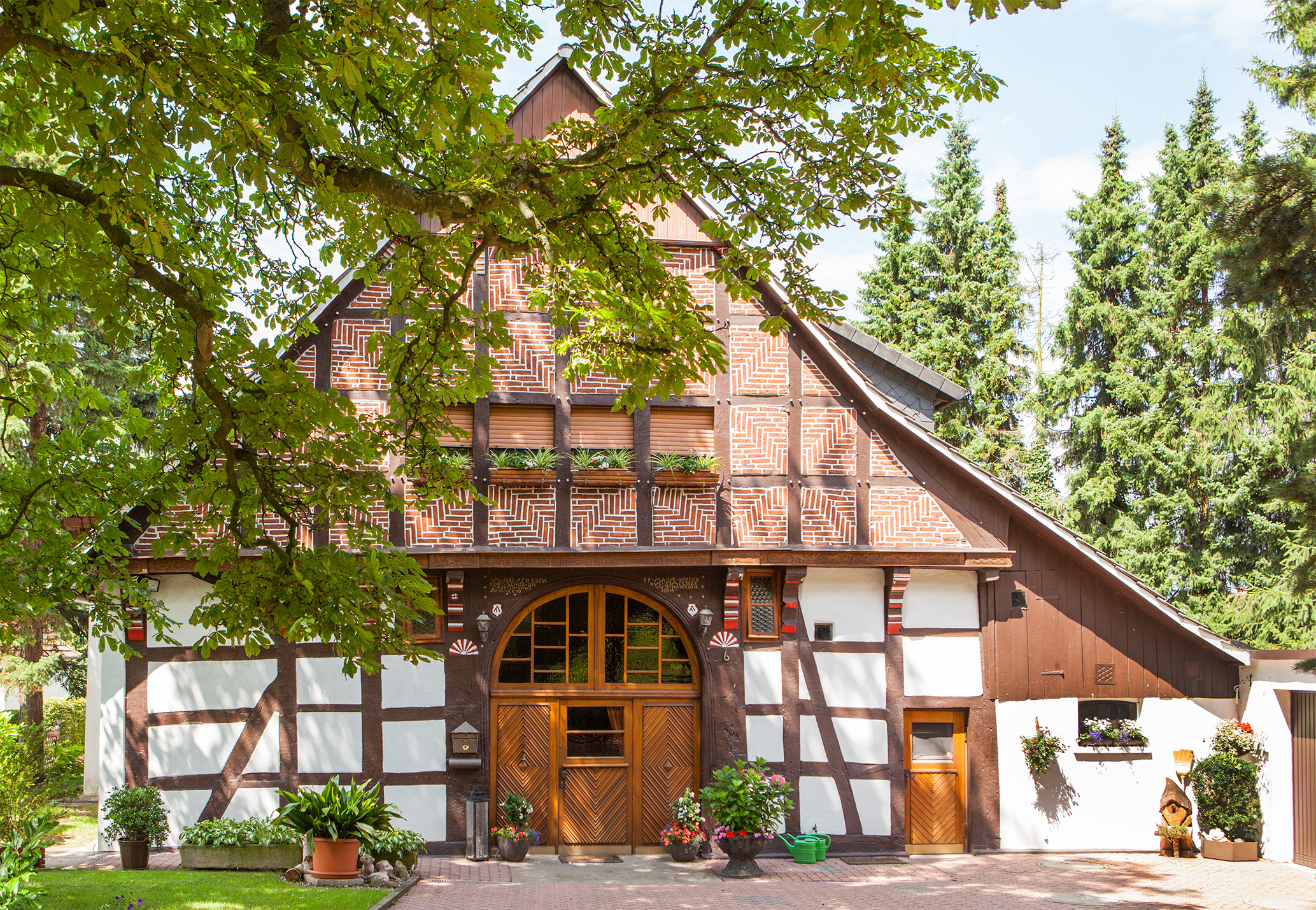
Vierständer-Hausfassade (1508) Holtrup (Porta Westfalica)
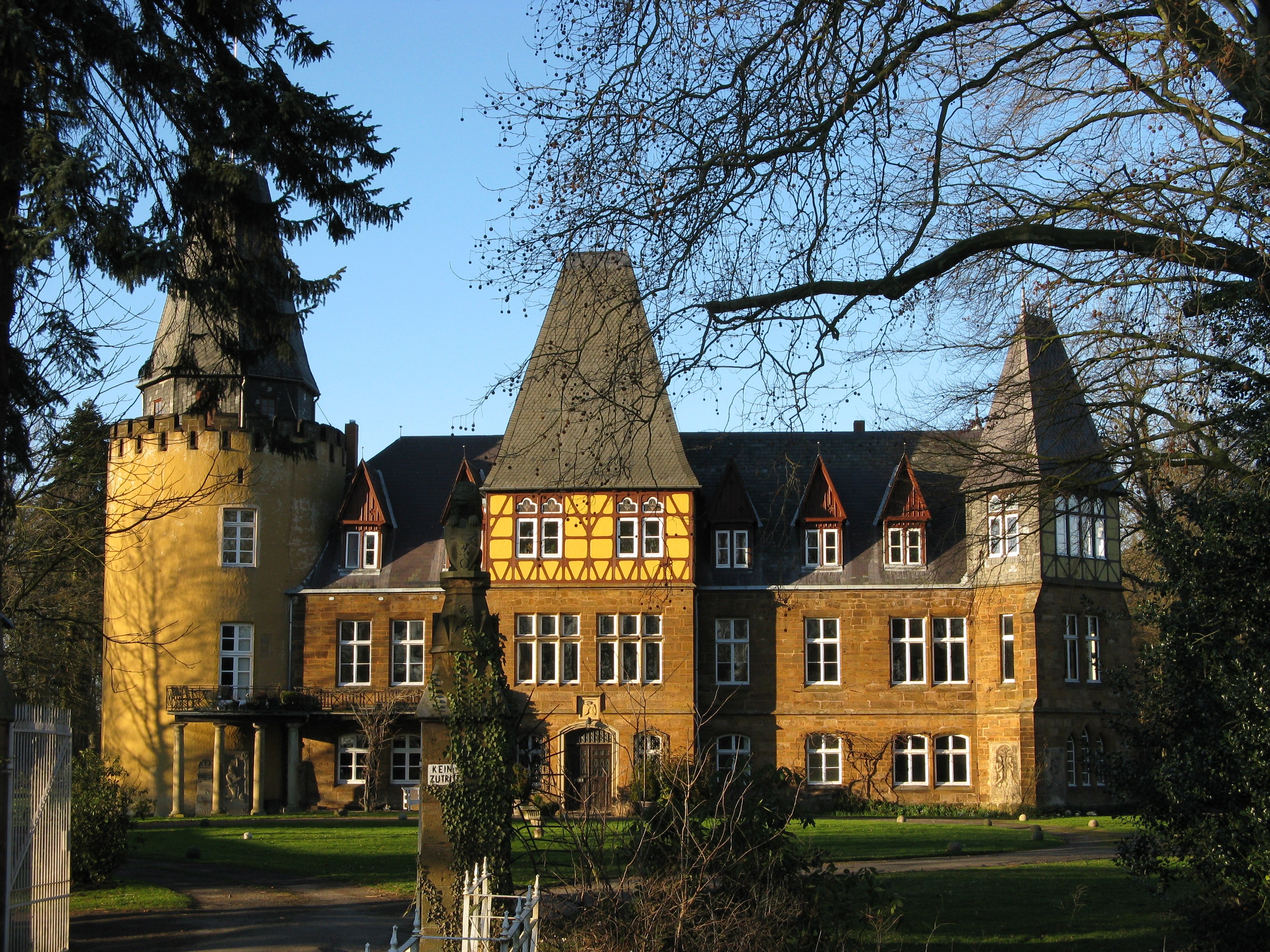
Schloss Hollwinkel (Preußisch Oldendorf)
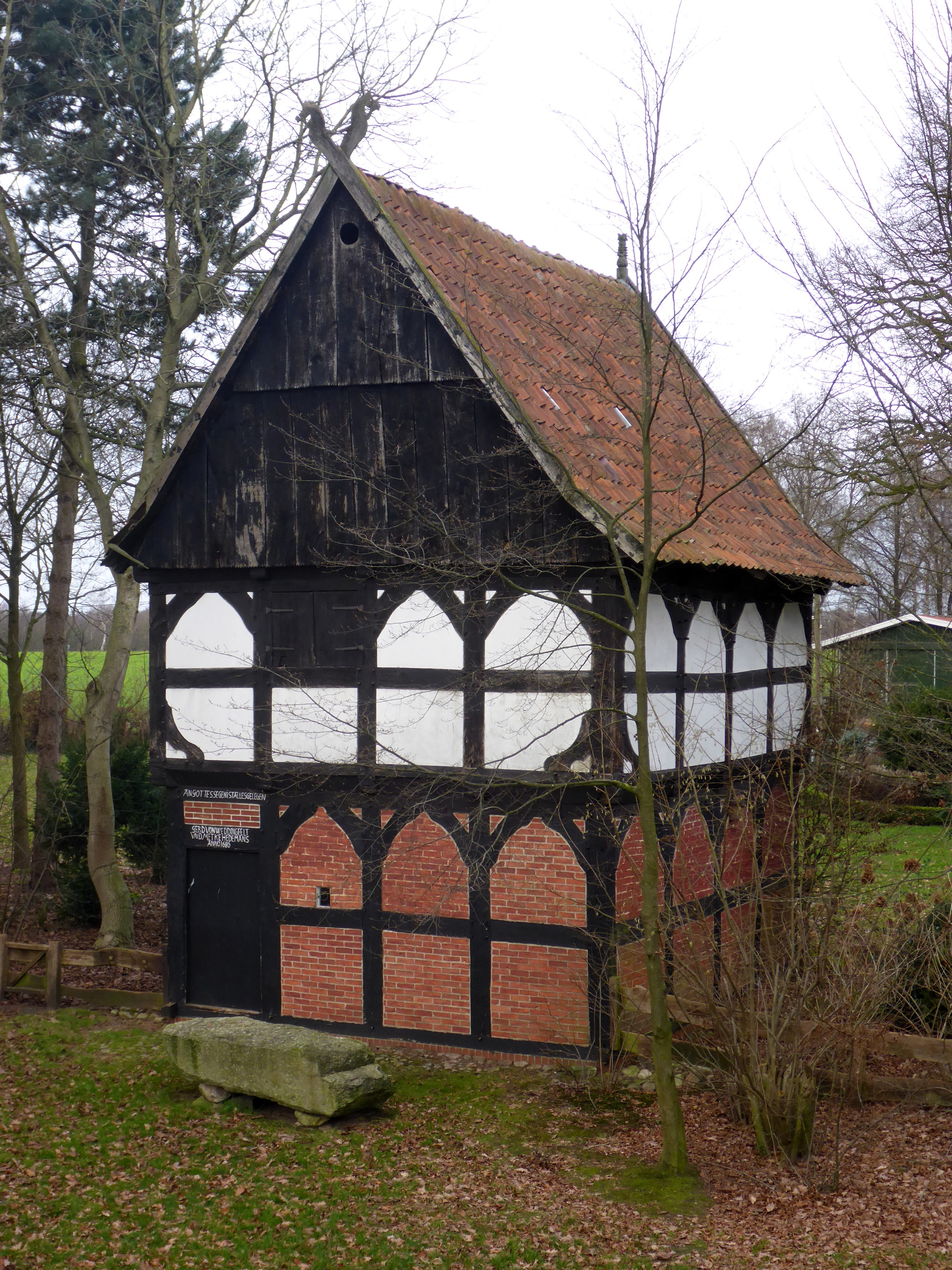
Fachwerkspeicher am Großen Stein in Tonnenheide (Rahden)
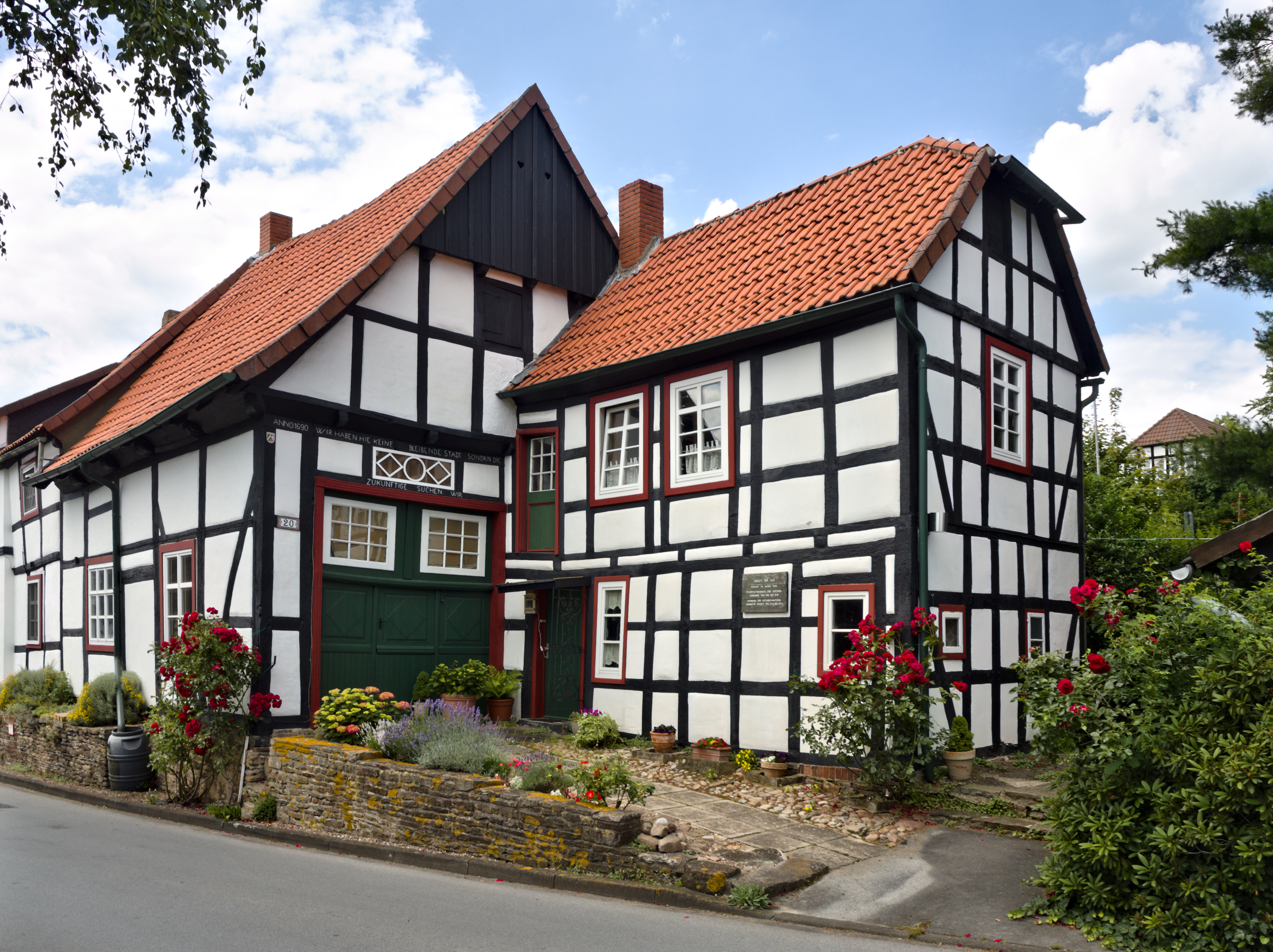
Pfarrwitwenhaus (Stemwede)